# いつか夢で
「いつか夢で」（"Once Upon a Dream"）は、ウォルト・ディズニー製作の1959年のアニメ・ミュージカル・ファンタジー映画『眠れる森の美女』のために書かれた楽曲である。この曲のメロディはピョートル・チャイコフスキーのバレエ『眠れる森の美女』の「村人の大ワルツ（ガーランド・ワルツ）」に基づいている。
「いつか夢で」は映画のメインテーマであり、オーロラ姫とフィリップ王子の愛のテーマでもある。映画では序曲と3度目のフィナーレとして合唱団によって歌われ、またオーロラとフィリップの声を担当したメアリー・コスタとビル・シャーリーも歌われている。

## 認定
| 国/地域                          | 認定 | 認定/売上数 |
| -------------------------------- | ---- | ----------- |
| アメリカ合衆国 (RIAA)            | Gold | 500,000     |
| 認定のみに基づく売上数と再生回数 |      |             |

## 主なカバー
アメリカ合衆国のガール・グループであるノー・シークレッツは2003年に『眠れる森の美女』の2枚組DVDのためにカバーした。これは2004年のコンピレーション・アルバム『WOW!〜ディズニーマニア2』に収録された。
エミリー・オスメントは2008年10月発売の映画のプラチナ・エディションのためにカバーした。オスメントのカバーは2008年のコンピレーション・アルバム『Princess Disneymania』に収録された。
セス・マクファーレンは2020年のショー・チューン・アルバム『Great Songs from Stage & Screen』でこの曲をカバーした。

### ラナ・デル・レイのバージョン
「いつか夢で」は1959年のオリジナル映画をリメイクしたダークファンタジー映画『マレフィセント』のためにアメリカ合衆国のシンガー・ソングライターのラナ・デル・レイによりカバーされた。この曲は2014年1月26日に公開され、Google Playストアで最初の週に無料デジタルダウンロードとして提供された。2月4日、デジタルダウンロード版が購入可能となった。

#### 批評家の反応
このカバーは概ね好意的に受け入れられた。『フォーブス』はこのカバーを「ムーディで控えめ」、Stereogumは「魅力的」で「ぼんやりしている」と評した。Hypableはデル・レイのカバーはオリジナルよりも「はるかに暗い」と評し、「若干のラジオ効果」があると指摘し、彼女のパフォーマンスが「心に残る」と述べた。『スピン』は予告編で使われた曲の断片について、「スモーキーなヴォーカル、魅惑的な誘惑的な歌い方、そして繊細なピアノが、1959年のおとぎ話の歌を心に残る子守唄に変えている」と評した。『コンプレックス』は、彼女のカバーはオリジナルと比較して「陰鬱で不吉」な印象を受けると評した。

#### チャート
| チャート (2014)                               | 最高 順位 |
| --------------------------------------------- | --------- |
| オーストラリア (ARIA)                         | 96        |
| フランス (SNEP)                               | 122       |
| アイルランド (IRMA)                           | 71        |
| 全英シングル (OCC)                            | 60        |
| US Bubbling Under Hot 100 Singles (Billboard) | 5         |

#### 認定
| 国/地域                          | 認定     | 認定/売上数 |
| -------------------------------- | -------- | ----------- |
| オーストラリア (ARIA)            | Gold     | 35,000      |
| アメリカ合衆国 (RIAA)            | Platinum | 1,000,000   |
| 認定のみに基づく売上数と再生回数 |          |             |